# Kalanchoe lubangensis
Kalanchoe lubangensis ist eine Pflanzenart der Gattung Kalanchoe in der Familie der Dickblattgewächse (Crassulaceae).

## Beschreibung

### Vegetative Merkmale
Kalanchoe lubangensis ist eine ausdauernde, vollständig kahle Pflanze, die Wuchshöhen von bis zu 80 Zentimeter erreicht. Die einfachen, aufrechten, stielrunden Triebe weisen an ihrer Basis einen Durchmesser von bis zu 1,2 Zentimeter auf. Die fleischigen Laubblätter sind gestielt. Der auf der Oberseite gefurchte, zur Basis vergrößerte und stängelumfassende Blattstiel ist bis zu 3,5 Zentimeter lang. Die eiförmig lanzettliche, lanzettlich bis elliptische Blattspreite ist bis zu 11,5 Zentimeter lang und 4 Zentimeter breit. Gelegentlich ist sie an der Basis in zwei bis drei längliche Segmente geteilt. Ihre Spitze ist verschmälert und etwas zugespitzt, die Basis verschmälert bis etwa gerundet. Der Blattrand ist mit zugespitzten Zähnen gezahnt-gesägt oder unregelmäßig gekerbt oder ganzrandig.

### Generative Merkmale
Der ebensträußige bis rispige Blütenstand erreicht eine Länge von 13 bis 27 Zentimeter. Die aufrechten Blüten stehen an 5 bis 13 Millimeter langen Blütenstielen. Ihre Kelchröhre ist 0,25 bis 0,5 Millimeter lang. Die dreieckigen, zugespitzten Kelchzipfel sind 2 bis 4 Millimeter lang und 1,2 bis 1,7 Millimeter breit. Die gelbe, an der Basis gerundete Kronröhre ist darüber vierkantig und 13 bis 18 Millimeter lang. Ihre eiförmigen, zugespitzten, etwas dornenspitzigen Kronzipfel weisen eine Länge von 2,5 bis 4 Millimeter auf und sind 1,5 bis 2,5 Millimeter breit. Die oberen Staubblätter ragen leicht aus der Blüte heraus. Die länglichen Staubbeutel sind etwa 0,7 Millimeter lang. Die linealischen, etwas ausgerandeten Nektarschüppchen weisen eine Länge von 3,5 bis 5 Millimeter auf. Das Fruchtblatt ist 11 bis 12 Millimeter und der Griffel 3,5 bis 4 Millimeter lang.

## Systematik und Verbreitung
Kalanchoe lubangensis ist in Angola in der Provinz Huíla verbreitet.
Die Erstbeschreibung durch Rosette Mercedes Saraiva Batarda Fernandes wurde 1980 veröffentlicht.

## Nachweise